# Obora (rybník, Xaverov)
Obora je název malého rybníka nacházejícího se v lese východně od pražského Xaverova. Vznikl po roce 1869 a má trojúhelníkovitý charakter. Je orientován ze severovýchodu na jihozápad. Voda z něj přitéká potokem, je napájena čistírnou odpadních vod, která se nad ním nachází. Pokračuje stavidlem na jihozápad a po několika metrech se vlévá do Svépravického potoka jako jeho první levostranný přítok. Na jeho severní straně prochází lesní cesta.

## Galerie

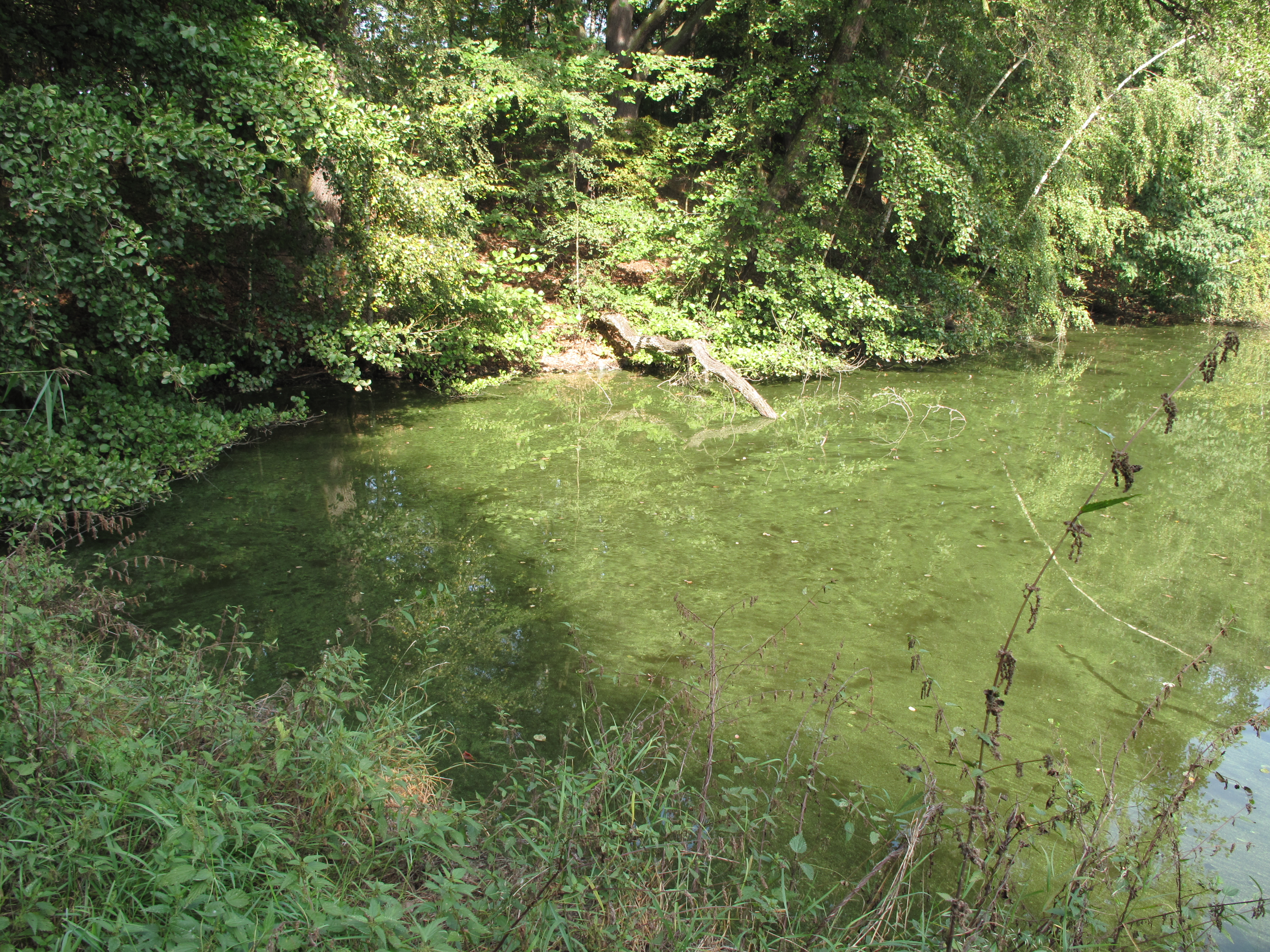
Voda plná sinic
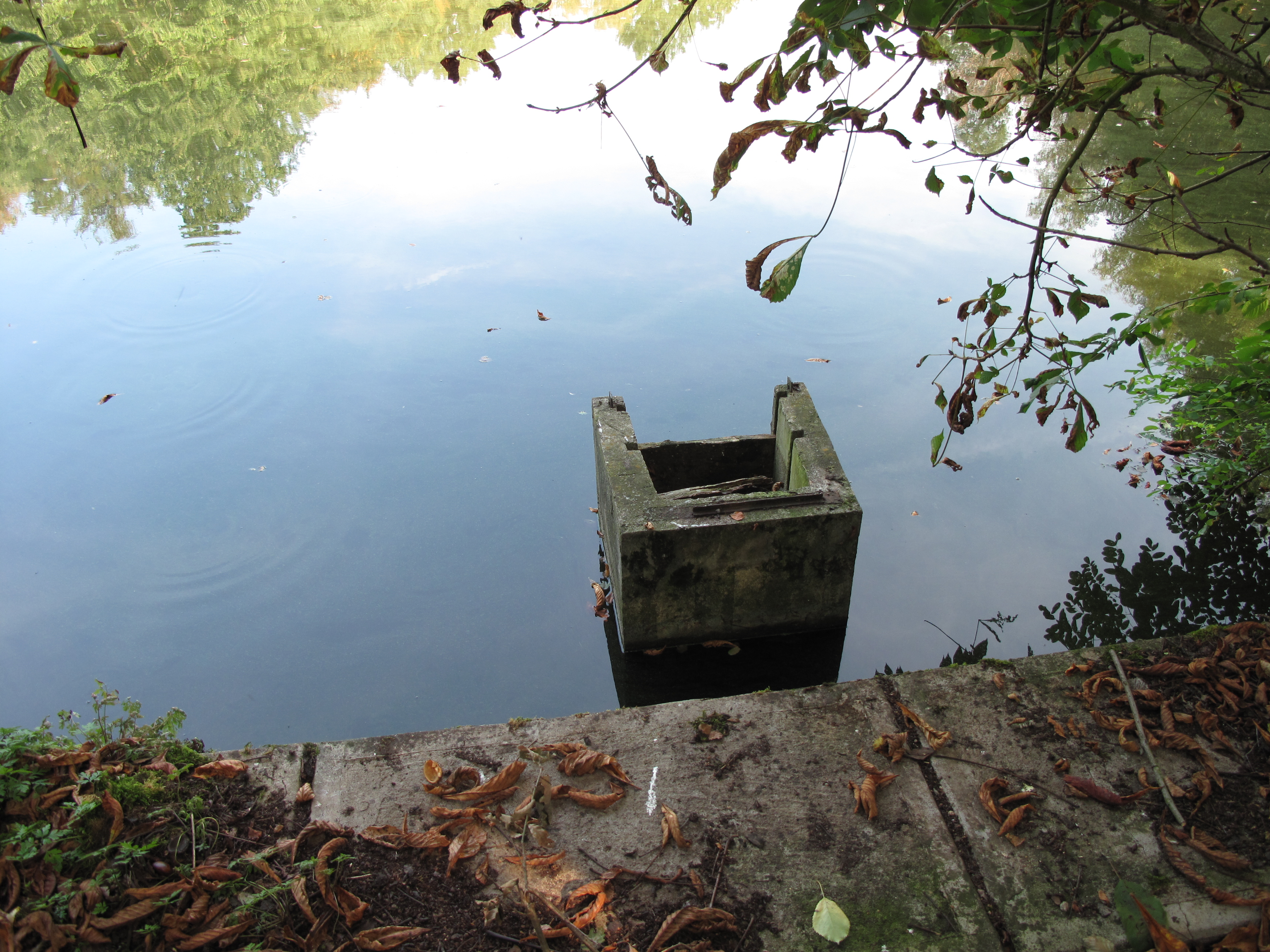
Stavidlo